# Deacons (firma de abogados)
Deacons es la firma de abogados más grande y antigua de Hong Kong. Al estar integrada en la sociedad de Hong Kong durante más de 165 años, se beneficia de las relaciones establecidas desde hace mucho tiempo con la comunidad empresarial de Hong Kong, incluido el gobierno de la HKSAR, conglomerados locales como Shangri-La Hotels & Resorts, Tsui Wah Holdings Limited y Kerry Logistics Network Limited, y multinacionales como McDonald's Corp., Samsung y Yahoo Inc. La firma también tiene conexiones internacionales con otros bufetes de abogados independientes en todo el mundo, siendo socio de varias redes internacionales de firmas de abogados independientes como Lex Mundi, Interlex, World Services Group y Employment Law Alliance.
La empresa tiene su sede en Hong Kong y oficinas en Beijing, Guangzhou y Shanghai.
En Hong Kong y China continental, Deacons proporciona servicios legales a una amplia gama de clientes, principalmente de medianas a grandes empresas. Anteriormente, la empresa tenía oficinas en Estados Unidos, Australia, Japón, Bangkok, Kuala Lumpur, Taiwán, Vietnam y Yakarta en forma de afiliación o denominación conjunta. Ha decidido seguir siendo independiente y desde la oficina de Hong Kong conserva su gestión absoluta de todo su negocio y administración de personal.
Hasta ahora, tiene una oficina de 6 plantas en Alexandra House en Central. La oficina está comunicada de forma interna entre las diferentes plantas y existen dos ascensores privados para uso exclusivo de Deacons. La firma también tiene una oficina en Sheung Wan.

## Historia
La firma lleva el nombre del abogado inglés Victor Deacon, quien en 1880 se unió a la firma fundada en 1851 por William Thomas Bridges en Hong Kong. Bridges fue el segundo abogado en comenzar a ejercer en Hong Kong.
En dos años, Victor Deacon se convirtió en socio y en 20 años, bajo su propio nombre, había establecido firmemente a Deacons como uno de los principales bufetes de abogados de la colonia, cargo que ha mantenido hasta el día de hoy. En 1860, con oficinas en Queen's Road, la firma tenía su sede cerca de la Corte Suprema. En 1910, una empresa más grande necesitaba más espacio para oficinas y Deacons se trasladó a Ice House Street.
Deacons mantuvo su crecimiento a lo largo del siglo XX, floreciendo durante el auge de la posguerra de Hong Kong. A mediados de la década de 1970, Deacons era un bufete de abogados con una amplia gama de servicios y un nombre muy respetado en los círculos comerciales de toda Asia. Desde 1985, ha residido en Alexandra House, ocupando progresivamente más espacio para acomodar al creciente equipo de abogados. Hasta ahora, tiene una oficina de 6 plantas en Alexandra House. También tiene una oficina en Sheung Wan.
En 1986, Deacons obtuvo una presencia inicial en la República Popular China en Beijing. En 2002, Deacons estableció una oficina de representación en Beijing y fue una de las primeras firmas de abogados de Hong Kong en obtener una licencia para abrir una segunda oficina en la República Popular China. En 2005, Deacons se convirtió en la primera firma de abogados extranjera en recibir una tercera licencia en la China continental.
En 2016, Deacons celebró su 165 aniversario en Hong Kong.

## Áreas de Especialidad
Deacons figura en la lista de The Legal 500 and Chambers and Partners. Está clasificada a nivel mundial como un bufete de abogados de primer nivel, especializada en servicios de bienes raíces, propiedad intelectual, fondos de inversión y seguros.
Tiene 15 áreas de servicio principales, que incluyen:
- Banca y Finanzas
- Mercados de capitales
- Comercio e inversión en China
- Construcción
- Sociedades y Fusiones y Adquisiciones
- Empleo y pensiones
- Insolvencia y reestructuración
- Seguro
- Propiedad intelectual
- Fondos de inversión
- Resolución de litigios y disputas
- Clientes privados
- Bienes raíces
- Regulador
- Impuestos

Dentro de estas áreas, tiene más de 80 especialidades, como Arbitraje Internacional, Entretenimiento y Medios y Servicios Japoneses.